# Пристанище Драч
Пристанището на Драч (на албански: Porti i Durrësit) е най-голямото пристанище на Албания. Намира се край Драч.
От 2011 г., на пристанището на Драч се извършва основно драгиране и разширение.
Пристанището, заедно с това на Вльора, е начало на паневропейски транспортен коридор 8.